# 800-809
De jaren 800-809 (van de christelijke jaartelling) zijn een decennium in de 9e eeuw.

## Gebeurtenissen

### Frankische Rijk
- 800 : Karel de Grote wordt tot keizer van het Heilige Roomse Rijk gekroond.
- 801 : Het graafschap Barcelona en het graafschap Aragón worden gecreëerd.
- 804 : Er komt een einde aan de Saksenoorlogen.
- 804 : Karel de Grote en de Bulgaarse khan Kroem verdelen onder elkaar het Avaarse Rijk.

### Byzantijnse Rijk
- 802 : Minister van Financien Nikephoros I stoot keizerin Irene van Byzantium van de troon.
- 803 : Pax Nicephori, de grenzen tussen het Byzantijnse Rijk en het Frankische Rijk worden vastgelegd. Uit deze overeenkomst ontstaat de republiek Venetië.

### Noord Afrika
- 800 : In Noord Afrika vestigt zich een nieuwe dynastie, de Aghlabiden.

### Zuid Oost Azië
- 802 : Jayavarman II sticht het Khmer-rijk.

## Heersers

### Europa
- Asturië: Alfons II (791-842)
- Bulgaren: Kardam (777-803), Kroem (803-814)
- Byzantijnse Rijk: Irene (797-802), Nikephoros I (802-811)
  - tegenkeizer: Bardanes Tourkos (803)
- Denemarken: Siegfried (776-803), Gudfred (804-810)
- Engeland en Wales
  - Essex: Sigered (ca. 798-812/825)
  - Gwynedd: Cynan ap Rhodri (ca. 798-816)
  - Mercia: Coenwulf (796-821)
  - Northumbria: Eardwulf (796-806, 808-830), Aelfwald II (806-808)
  - Wessex: Beorhtric (786-802), Egbert (802-839)
- Franken: Karel de Grote (768-814)
  - Aquitanië: Lodewijk de Vrome (781-?), Willem met de Hoorn
  - Neustrië: Karel de Jongere (781-811)
  - Aragon: Aureolus (?-809), Aznar I Galindez (809-820)
  - Toulouse: Willem met de Hoorn (790-806), Bego (806-816)
  - Vlaanderengouw: Liederik (792-836)
- Italië: Pepijn (781-810)
  - Benevento: Grimoald III (787-806), Grimoald IV (806-817)
  - Spoleto: Winiges (789-822)
- Omajjaden (Córdoba): al-Hakam I (796-822)
- Venetië (doge): Giovanni Galbaio (787-804), Obelerio Antenoreo (804-809), Angelo Participazio (809-827)

### Azië
- Abbasiden (kalief van Bagdad): Haroen ar-Rashid (786-809), al-Amin (809-813)
- China (Tang): Dezong (779-805), Shunzong (805), Xianzong (805-820)
- India
  - Pallava: Dantivarman (795-846)
  - Rashtrakuta: Govinda III (793-814)
- Japan: Kammu (781-806), Heizei (806-809), Saga (809-823)
- Khmer: Jayavarman II (802-850)
- Silla (Korea): Soseong (798-800), Aejang (800-809), Heondeok (809-826)
- Tibet: Trisong Detsen (ca. 756-797, 798-800), Muruk Tsenpo (ca. 800-802), Sadnaleg (ca. 802-815)

### Afrika
- Idrisiden (Marokko): Idris II (791-828)
- Ifriqiya (Tunesië, Aghlabiden): Ibrahim I ibn al-Aghlab (800-812)
- Rustamiden (Algerije): Abd al-Wahhab (784-823)

### Religie
- paus: Leo III (795-816)
- patriarch van Alexandrië (Grieks): Politianus (768-813)
- patriarch van Alexandrië (koptisch): Marcus II (799-819)
- patriarch van Antiochië (Grieks): Johannes IV (797-810)
- patriarch van Antiochië (Syrisch): Quryaqos van Takrit (793-817)
- patriarch van Constantinopel: Tarasius (784-806), Niceforus I (806-815)
- imam (sjiieten): Ali ar-Rida (799-818)

<< · 800 · 801 · 802 · 803 · 804 · 805 · 806 · 807 · 808 · 809 · >>
<< · 800-809 · 810-819 · 820-829 · 830-839 · 840-849 · 850-859 · 860-869 · 870-879 · 880-889 · 890-899 · >>